# Kirischi
Kirischi (russisch Кириши) ist eine Stadt in Russland mit 49.631 Einwohnern (Stand 1. Januar 2024).

## Geographie

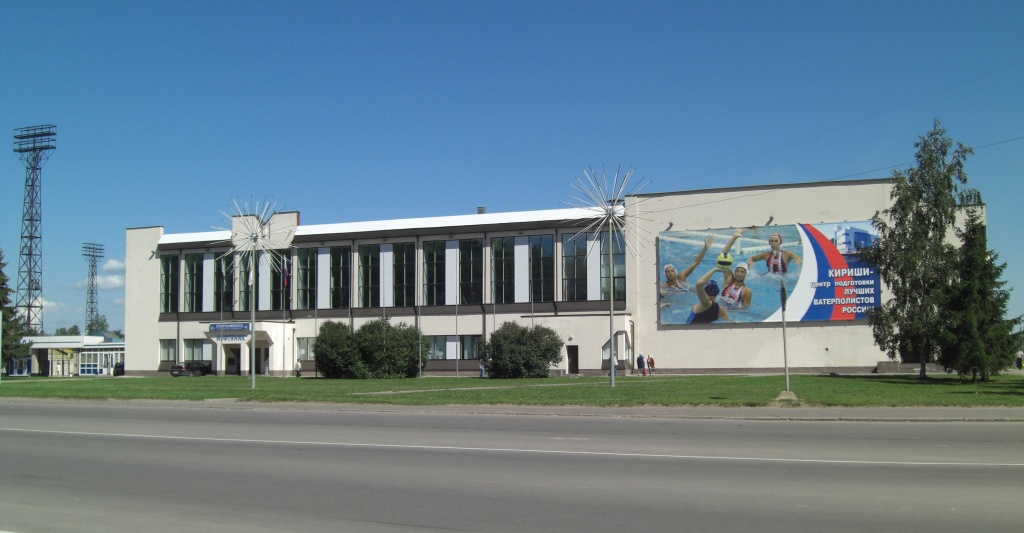
Sportpalast Kirischi

Die Stadt liegt etwa 110 km Luftlinie südöstlich des Zentrums von Sankt Petersburg in der Oblast Leningrad, unweit der Grenze zur Oblast Nowgorod am rechten Ufer des Flusses Wolchow. Kirischi ist Verwaltungssitz des Rajons Kirischski.

## Geschichte
Kirischi liegt in einer Gegend, die ursprünglich von finnischen Stämmen besiedelt war. Die Einwanderung slawischer Stämme begann im 6. Jahrhundert. Im Mittelalter verlief hier mit dem Fluss Wolchow einer der Handelswege „von den Warägern zu Griechen“ (d. h. von Skandinavien nach Byzanz). Die erste urkundliche Erwähnung von Kirischi als Dorf stammt aus dem Jahre 1693. Die Herkunft des Ortsnamens ist nicht gesichert. Gemäß einer Legende geht er auf einen Siedler namens Kirscha aus Nowgorod zurück.
Ab 1727 gehörte das Dorf zum Ujesd Nowaja Ladoga des Gouvernements Sankt Petersburg, von 1776 bis 1781 vorübergehend der Statthalterschaft Nowgorod. Auf der Kirischi gegenüber liegenden Flussseite befand sich im 19. Jahrhundert das Dorf Solzy, das der Familie der Gebrüder Bestuschew gehörte, die zu den Teilnehmern des Dekabristenaufstands gehörten.
Mit Einführung der Rajongliederung kam Kirischi am 1. August 1927 zum Andrejewski rajon mit Sitz im gut 10 km nördlich unweit der gleichnamigen Station an der Bahnstrecke Tschudowo – Wolchow gelegenen Dorf Andrejewo. Mit Beschluss von 11. März 1931 (bestätigt am 30. September 1931) wurde das Dorf Solzy in Kirischi umbenannt (anfangs war auch Nowyje Kirischi, „Neu-Kirischi“ in Gebrauch), der Rajonverwaltungssitz nach dort verlegt und der Rajon entsprechend umbenannt. Bei der rechts des Wolchow 1927 an der Bahnstrecke Mga – Sonkowo eröffneten Station Kirischi entstanden einige Industriebetriebe und eine Arbeitersiedlung, die ebenfalls unter dem Namen Kirischi am 27. Dezember 1933 den Status einer Siedlung städtischen Typs erhielt.
Im Zweiten Weltkrieg kam es im Bereich des Ortes zu fast zwei Jahre andauernden schweren Kämpfen; im Dezember 1941 war dort im Ergebnis der Schlacht um Tichwin ein Brückenkopf am rechten Wolchowufer entstanden, den die deutsche Wehrmacht bis Anfang Oktober 1943 halten konnte. Sowohl die Siedlung, als auch das Dorf Kirischi wurden dabei faktisch vollständig zerstört, und es wurde zunächst entschieden, die Orte nicht im früheren Umfang wiederaufzubauen. Die Rajonverwaltung wurde am 19. Februar 1944 in das 30 km südöstlich gelegene Budogoschtsch verlegt.
Im Zusammenhang mit der Errichtung eines großen Chemiewerkes einige Kilometer nördlich der Bahnstation ab 1961 entstand jedoch südlich der Bahnstrecke eine Plattenbausiedlung, die am 12. Januar 1965 die Stadtrechte erhielt. Zugleich wurde Kirischi wieder Verwaltungssitz des wiederhergestellten Rajons, der am 1. Februar 1963 vorübergehend aufgelöst worden war.
Bevölkerungsentwicklung
| Jahr | Einwohner | Anmerkung                                        |
| ---- | --------- | ------------------------------------------------ |
| 1939 | 5.464     | davon Siedlung 4.336, Dorf (ehemals Solzy) 1.128 |
| 1959 | 615       |                                                  |
| 1970 | 27.252    |                                                  |
| 1979 | 44.246    |                                                  |
| 1989 | 53.014    |                                                  |
| 2002 | 55.634    |                                                  |
| 2010 | 52.309    |                                                  |

Anmerkung: Volkszählungsdaten

## Wirtschaft
Die wichtigsten Unternehmen des Ortes sind die Erdölraffinerie KINEF (Kirischinefteorgsintes, russisch Киришинефтеоргсинтез) und das Blockheizkraftwerk GRES-19.

## Sport
Mit dem Neubau eines nach olympischen Standards errichteten Hallenbads entwickelte sich der Ort nach der Jahrtausendwende zu einem Zentrum des russischen Wasserballsports. Der heimische Klub Kinef Kirischi gehört zu den besten Frauenteams der Welt und stellt den Kern der russischen Nationalmannschaft. 2005 und 2009 fand hier das Weltliga-Finale der Frauen statt.

## Söhne und Töchter der Stadt
- Wladimir Jeschinow (1949–2024), Ruderer und Olympiasieger
- Danila Prochin (* 2001), Fußballspieler